# Gabriela (film 2001)
Gabriela è un film statunitense del 2001 diretto da Vincent Jay Miller.

## Trama
Mark, assistente sociale in una clinica psicihiatrica, si innamora di Gabriela, messicana che lavora alla clinica in attesa di completare il suo corso di studi. Quest'ultima è però impegnata con Pat in una relazione che sembra più un amore fraterno piuttosto che un amore passionale ed ha intenzione di sposarlo. Quando Mike, dopo essersi consigliato con un collega donnaiolo, Douglas, e con suo fratello, le chiede di porre fine alla relazione, lei ritorna in Messico per presentare Pat alla famiglia.

## Produzione
Il film fu prodotto da Grindstone Pictures e Level Seven Films e girato a Los Angeles, California nel 2000.

## Distribuzione
Il film fu distribuito nel 2001 dalla Power Point Films. Fece il suo debutto il 18 marzo 2001 negli Stati Uniti. In totale incassò negli USA oltre 2.300.000 dollari. Fu pubblicato inoltre in DVD in Grecia con il titolo di Gabriela, kardia se dilimma.